# Tecnofobia

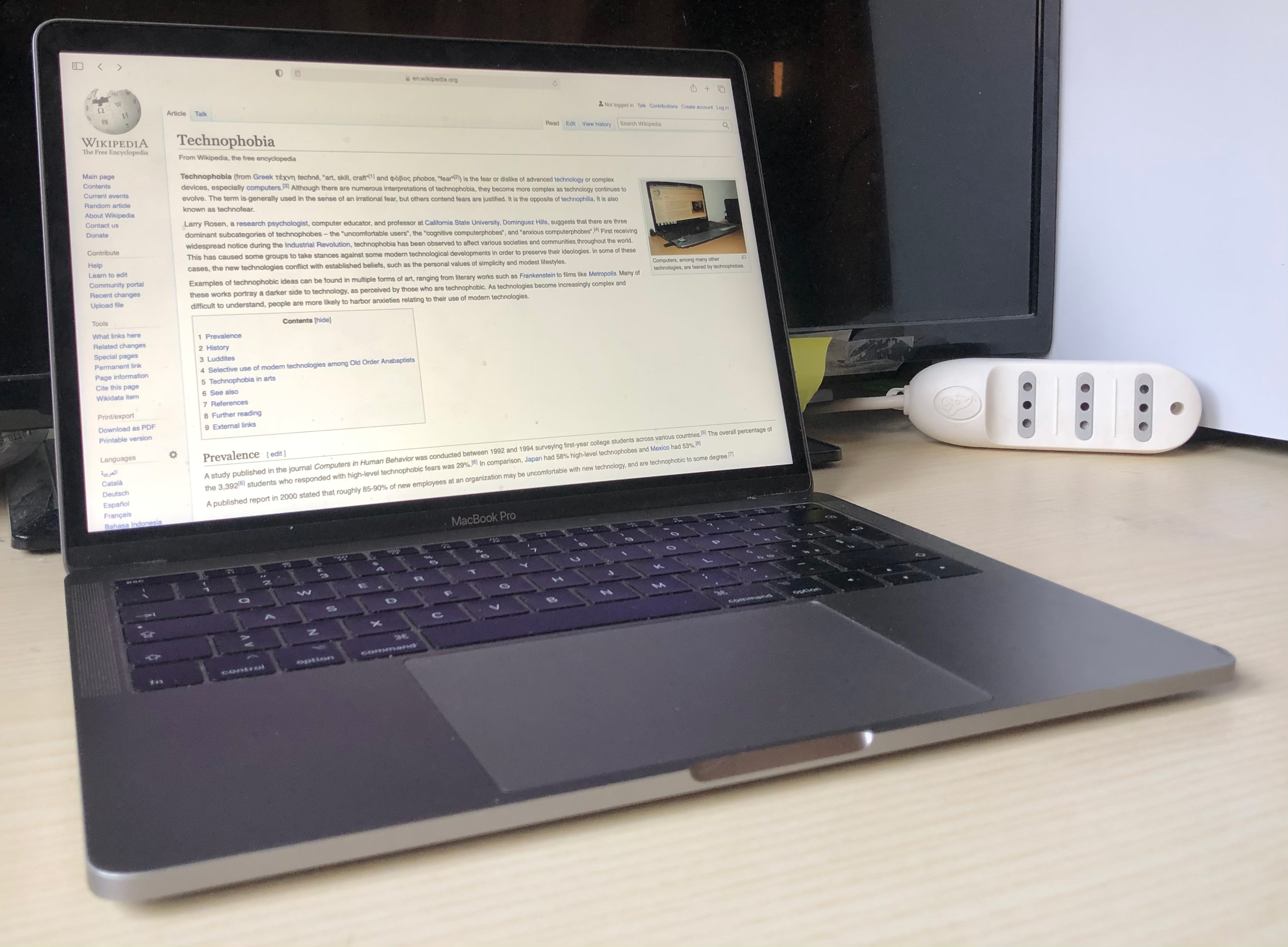
Los tecnófobos temen a las computadoras, entre muchas otras tecnologías.

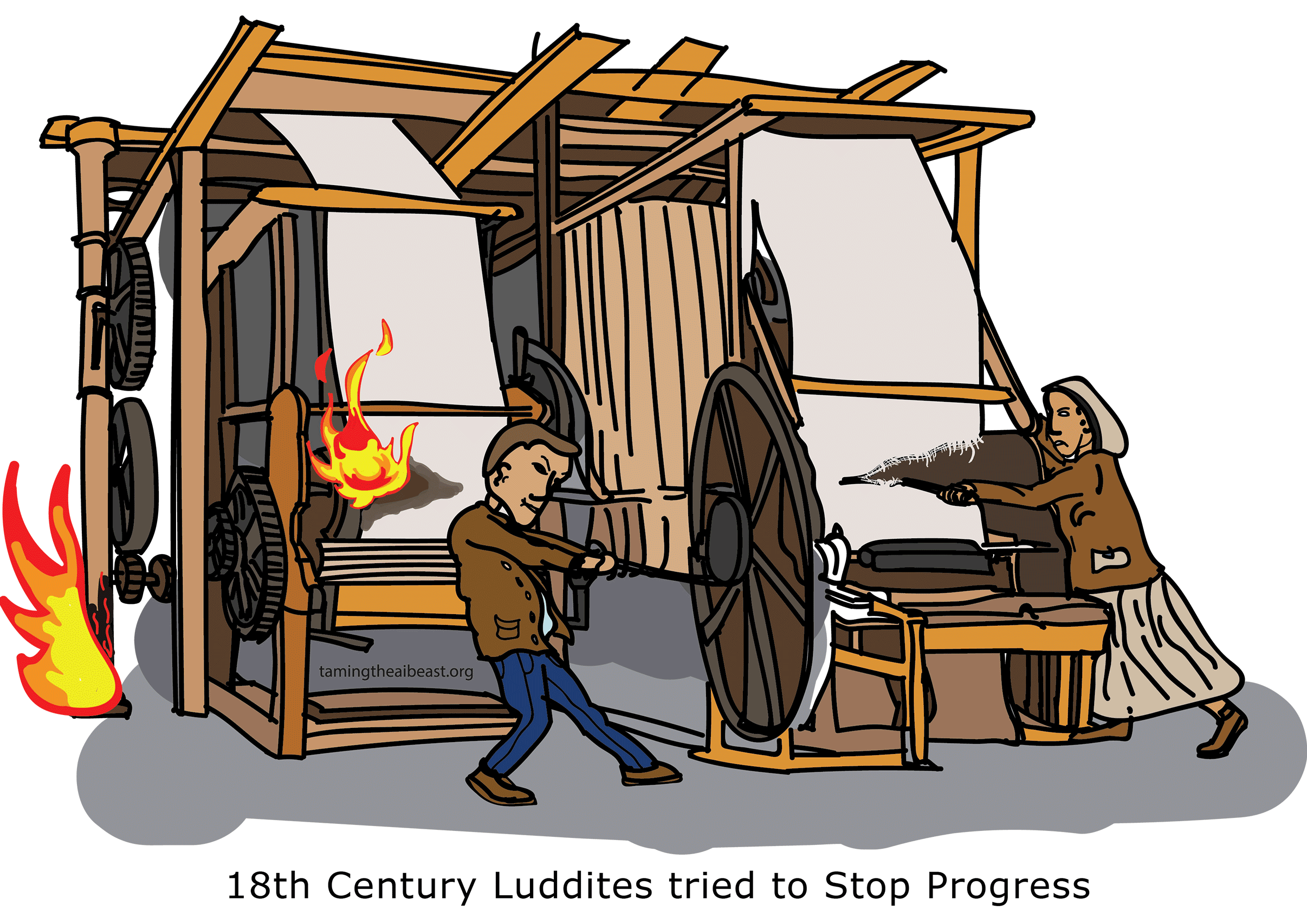
Luditas destruyendo maquinaria textil

La tecnofobia (de griego τέχνη - technē , "arte, habilidad, oficio" y φόβος - phobos , "miedo") o tecnoparanoia es el miedo o aversión hacia las nuevas tecnologías o dispositivos complejos, especialmente ordenadores.
A pesar de que son numerosas las interpretaciones realizadas sobre este concepto, parece ser más compleja puesto que la tecnología sigue evolucionando a un ritmo imparable. El término se utiliza generalmente en el sentido de un miedo irracional. Se relaciona con la ciberfobia y su contrario, la tecnofilia.
Se pueden encontrar ejemplos de ideas tecnofóbicas en múltiples formas de arte, desde obras literarias como Frankenstein hasta películas como Metrópolis. Muchos de estos trabajos retratan un lado más oscuro de la tecnología, como lo perciben aquellos que son tecnofóbicos. A medida que las tecnologías se vuelven cada vez más complejas y difíciles de comprender, es más probable que las personas alberguen ansiedades relacionadas con el uso de tecnologías modernas.

## Prevalencia
Un estudio publicado en la revista "Computers in Human Behavior" se realizó entre 1992 y 1994 entre estudiantes universitarios de primer año en varios países. El porcentaje global de los 3392 estudiantes que respondieron con miedos tecnofóbicos de alto nivel fue del 29%. En comparación, Japón tenía un 58% de tecnófobos de alto nivel y México tenía un 53%.
Un informe publicado en 2000 indicó que aproximadamente entre el 85% y el 90% de los nuevos empleados de una organización pueden sentirse incómodos con la nueva tecnología y, hasta cierto punto, son tecnofóbicos.

## Historia
La tecnofobia comenzó a llamar la atención como un movimiento en Inglaterra con los albores de la Revolución Industrial. Con el desarrollo de nuevas máquinas capaces de hacer el trabajo de artesanos calificados con hombres, mujeres y niños no calificados y mal pagados, aquellos que trabajaban en un oficio comenzaron a temer por sus medios de vida. En 1675, un grupo de tejedores destruyó máquinas que reemplazaron sus trabajos. Para 1727, la destrucción se había vuelto tan frecuente que el Parlamento convirtió la demolición de máquinas en un delito capital. Esta acción, sin embargo, no detuvo la ola de violencia. Los luditas, un grupo de trabajadores antitecnológicos, se unieron bajo el nombre de «ludd» en marzo de 1811, retirando componentes clave de tejer marcos, asaltando casas por suministros y solicitando derechos comerciales mientras amenazaban con una mayor violencia. Las malas cosechas y los disturbios alimentarios ayudaron a su causa al crear una población inquieta y agitada para que pudieran atraer simpatizantes.
El siglo XIX también fue el comienzo de la ciencia moderna, con el trabajo de Louis Pasteur, Charles Darwin, Gregor Mendel, Michael Faraday, Henri Becquerel y Marie Curie, e inventores como Nikola Tesla El mundo estaba cambiando rápidamente, demasiado rápido para muchos, que temían los cambios que ocurrían y ansiaban un momento más simple. El movimiento romántico ejemplificó estos sentimientos. Los románticos tendían a creer en la imaginación sobre la razón, lo "orgánico" sobre lo mecánico, y anhelaban un tiempo más simple y pastoral. Poetas como William Wordsworth y William Blake creían que los cambios tecnológicos que se estaban produciendo como parte de la revolución industrial estaban contaminando su apreciada visión de la naturaleza como perfecta y pura
Después de la Segunda Guerra Mundial, el temor a la tecnología continuó creciendo, catalizado por los bombardeos atómicos de Hiroshima y Nagasaki. Con la proliferación nuclear y la Guerra Fría, la gente comenzó a preguntarse qué sería del mundo ahora que la humanidad tenía el poder de manipularlo hasta el punto de la destrucción. La producción corporativa de tecnologías de guerra como el napalm o el agente naranja durante la Guerra de Vietnam minó aún más la confianza pública en el valor y el propósito de la tecnología. [10] En la era posterior a la Segunda Guerra Mundial, el ambientalismo también despegó como un movimiento. La primera conferencia internacional sobre contaminación del aire se celebró en 1955, y en la década de 1960, las investigaciones sobre el contenido de plomo de la gasolina provocaron indignación entre los ecologistas.

## Luditas

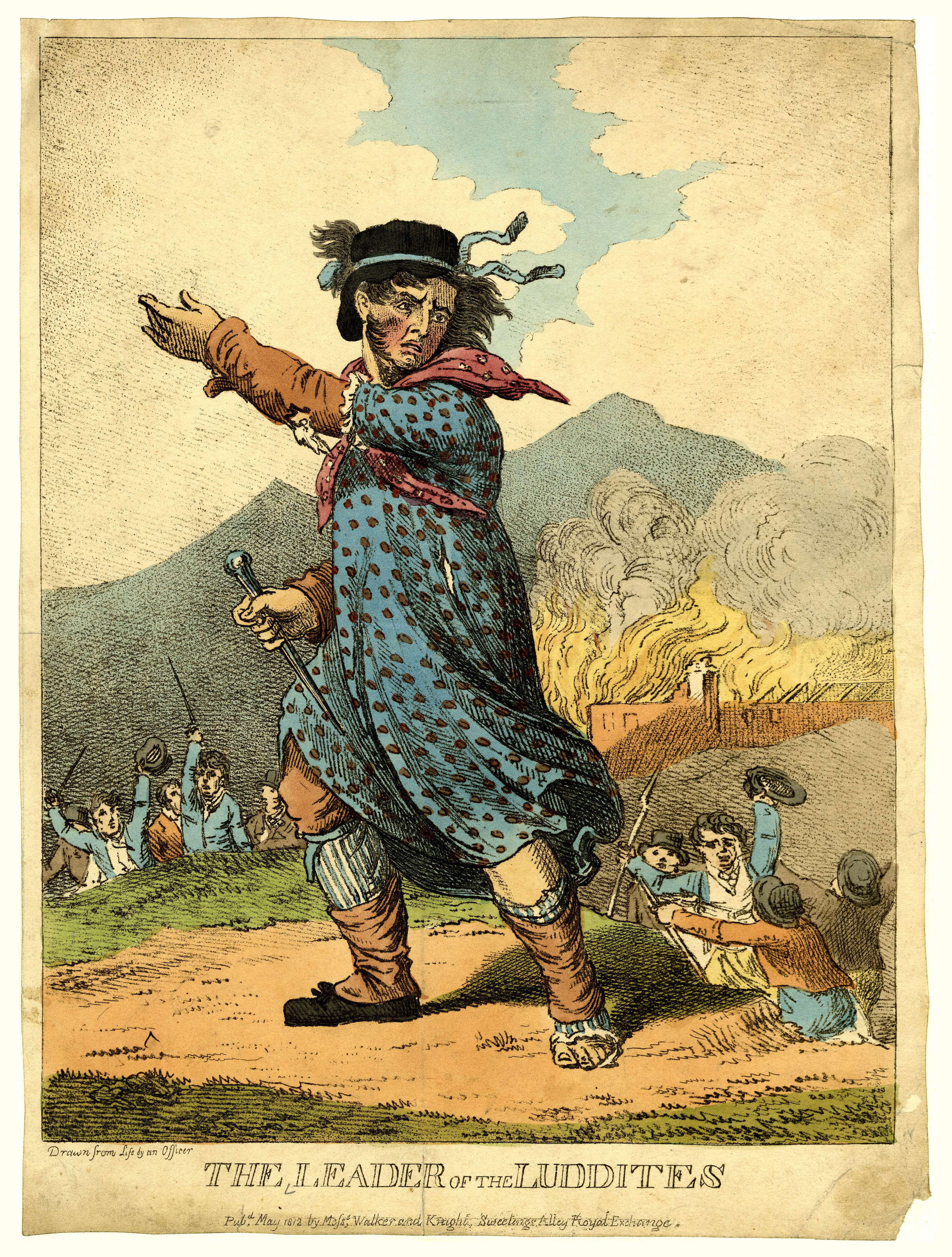
The Leader of the Luddites (El líder de los luditas), grabado de 1812

Varios grupos sociales se consideran tecnofóbicos, los más reconocibles de los cuales son los luditas. Muchos grupos tecnofóbicos se rebelan contra la tecnología moderna porque creen que estas tecnologías amenazan sus formas de vida y sustento. Los luditas eran un movimiento social de artesanos británicos en el siglo XIX que se organizaron en oposición a los avances tecnológicos en la industria textil. Estos avances reemplazaron a muchos artesanos textiles calificados con operadores de máquinas comparativamente no calificados. Los luditas británicos del siglo XIX rechazaron las nuevas tecnologías que afectaron la estructura de sus oficios establecidos o la naturaleza general del trabajo en sí.
La resistencia a las nuevas tecnologías no ocurrió cuando la tecnología recién adoptada ayudó al proceso de trabajo sin hacerle cambios significativos. Los luditas británicos protestaron por la aplicación de las máquinas, más que por la invención de la máquina misma. Argumentaban que su trabajo era una parte crucial de la economía y consideraban las habilidades que poseían para completar su trabajo como una propiedad que necesitaba protección contra la destrucción causada por la autonomía de las máquinas.

## Tecnofobia en las artes

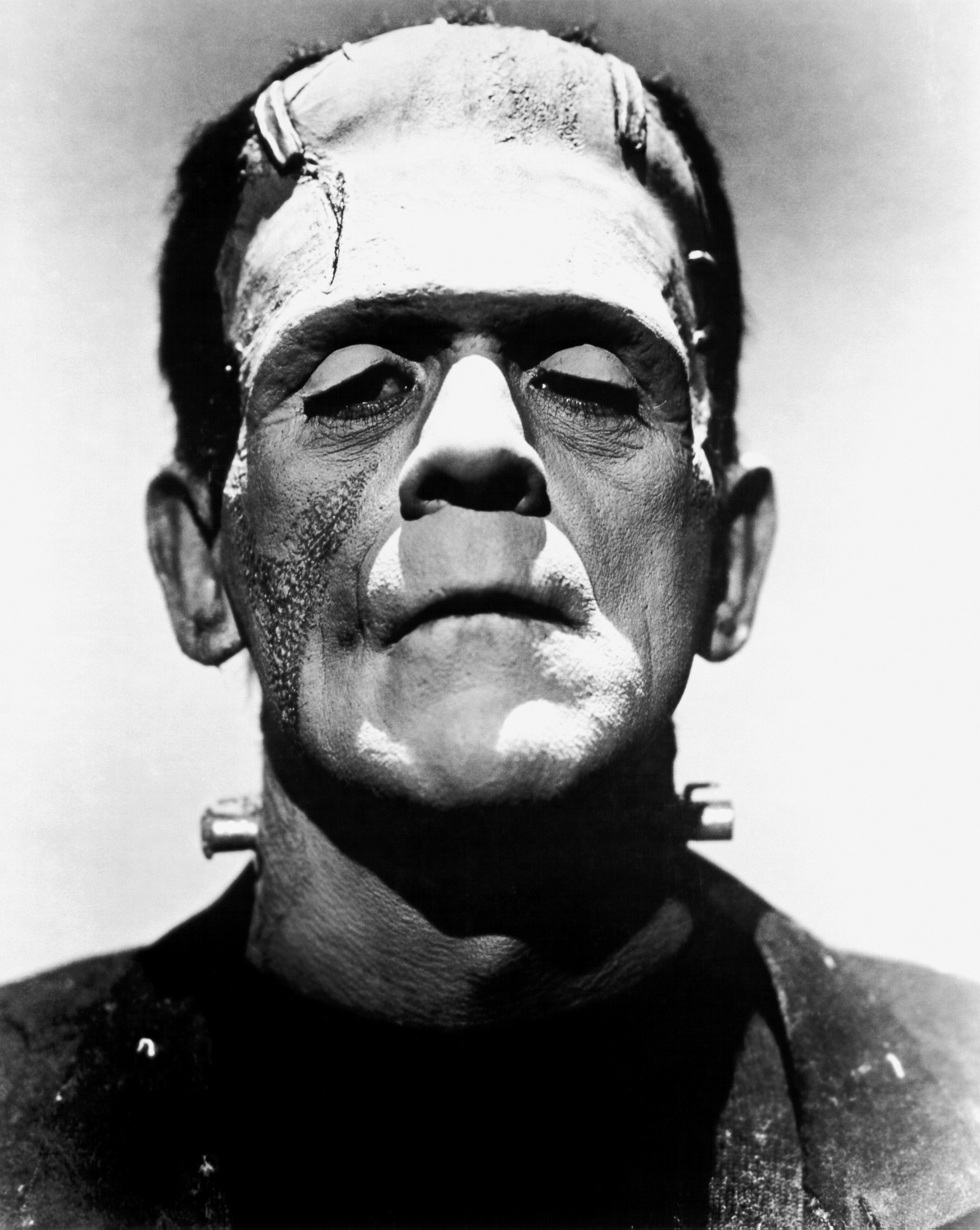
El monstruo de Frankenstein se considera a menudo un ejemplo temprano de ideas tecnofóbicas en el arte.

Un ejemplo temprano de tecnofobia en la ficción y la cultura popular es la obra de Mary Shelley Frankenstein. Ha sido un elemento básico de ciencia ficción desde entonces, ejemplificado por películas como Metrópolis de Fritz Lang, que ofrecen ejemplos de cómo puede ocurrir la tecnofobia, y Tiempos Modernos de Charlie Chaplin, en la que las personas son reducidas a nada más que engranajes de la maquinaria, producto de nuevas técnicas industriales como la cadena de montaje. Esta tendencia persistió en los años sesenta, cuando el miedo a las armas nucleares y a la radiación dio lugar a la aparición de insectos gigantes en películas de monstruos, cuentos con moraleja como El día que la Tierra se detuvo y The Hulk. A esto se unió el miedo a las máquinas superinteligentes y a la rebelión entre ellas, que fue un tema recurrente de Star Trek', desde la serie original hasta Star Trek: The Next Generation y Star Trek: Voyager en la década de 1990.
Un episodio de 1960 de La dimensión Desconocida titulado "A Thing About Machines" trata del odio de un hombre hacia cosas modernas como las maquinillas de afeitar eléctricas, los televisores, las máquinas de escribir eléctricas y los relojes.
La película de 1971 El hombre Omega (basada libremente en la novela de Richard Matheson Soy leyenda) mostraba un mundo marcado por la guerra biológica y en el que sólo quedaban vivos un puñado de humanos y una secta de mutantes. El personaje de Charlton Heston es un científico que está en el punto de mira de los mutantes, que desean destruir toda la ciencia y la maquinaria debido a sus creencias tecnofóbicas. La tecnofobia también está presente en la novela de Walter M. Miller Cántico por Leibowitz, en la que la guerra nuclear provoca un intento de acabar con la propia ciencia, a la que se considera responsable.
En la década de 1970, películas como Colossus: The Forbin Project y Demon Seed ofrecían muestras de la dominación por parte de los ordenadores. La película Westworld, estrenada en 1973, gira en torno a un mundo de humanoides del entretenimiento que sale completamente mal cuando se vuelven contra los humanos. También en la década de 1970, Rich Buckler creó Deathlok, un cyborg revivido por un loco como máquina de matar esclavos, una oscura vuelta de tuerca a Frankenstein.
La tecnofobia alcanzó el éxito comercial en la década de 1980 con la película Terminator, en la que un ordenador adquiere conciencia de sí mismo y decide matar a todos los humanos. Blade Runner nos muestra cómo las réplicas humanas pudieron vivir en la Tierra, retratando la tecnología que salió mal en los "replicantes" descontentos con sus limitaciones creadas por el hombre, que exigen que sean "modificados".[cita requerida] Star Trek: Voyager introdujo otro giro, cuando los EMHs (Programa holográfico médico de emergencia) "sobrantes", tan sofisticados sistemas expertos como para ser casi indistinguibles de los humanos, fueron efectivamente reducidos a la esclavitud, mientras que otros, sistemas similares fueron convertidos en presas sensibles. En el juego para PC Wing Commander: Privateer, un grupo fanático cuasi-religioso, llamado los Retros, desea derrocar toda forma de tecnología, aunque al hacerlo, ellos mismos tengan que utilizarla para cumplir su objetivo. Desempeñan un papel central en el juego de expansión Righteous Fire, en el que un nuevo y misterioso líder dirige al grupo en un intento de destruir a todos los no adeptos a su religión.[cita requerida]
Desde entonces, ha habido películas como Yo, Robot, la trilogía Matrix, WALL-E, y las secuelas de Terminator.[cita requerida] Programas como Doctor Who han abordado el tema de la tecnofobia - más específicamente en el episodio "Los robots de la muerte", con un personaje que muestra un gran temor a los robots debido a su falta de lenguaje corporal, descrito por el Cuarto Doctor como dándoles la apariencia de "hombres muertos caminando". El consultor de la serie Kit Pedler también utilizó este miedo como base para la inspiración de los monstruos clásicos de Doctor Who los Cybermen, siendo las criaturas inspiradas por su propio miedo a que los miembros artificiales se volvieran tan comunes que fuera imposible saber cuándo alguien había dejado de ser un hombre para convertirse simplemente en una máquina. Virtuosity habla de un asesino en serie virtual que consigue escapar al mundo real. Se lía a mamporros antes de ser inevitablemente detenido. Se trata de una verdadera película tecnofóbica, ya que su argumento principal gira en torno a la tecnología que sale mal. Presenta a un asesino que destruye a la gente de forma descarada.
La trilogía Qatsi de Godfrey Reggio también trata en gran medida temas de tecnofobia. La idea de mantener separados a los "pensadores" y a los "trabajadores" nos muestra que incluso las personas que abrazaron la tecnología temían de alguna manera el potencial de la misma.
Avatar es un ejemplo del poder que ejerce la tecnología sobre los humanos que la utilizan y demuestra visualmente el terror que infunde en los nativos. Refuerza la noción de que a las criaturas foráneas de Pandora no sólo les asusta la tecnología, sino que es algo que detestan; su potencial para causar destrucción podría superar su propia existencia. Por el contrario, la propia película utilizaba tecnología avanzada como el estereoscopio para dar a los espectadores la ilusión de participar físicamente en una experiencia que les presentaría a una civilización que luchaba contra la tecnofobia.
La película de animación de 2009 9 comienza con la frase: "Teníamos tanto potencial, tanta promesa; pero malgastamos nuestros dones, nuestra inteligencia. Nuestra ciega búsqueda de la tecnología sólo nos aceleró hacia nuestra perdición. Nuestro mundo se acaba". [cita requerida]
Los adeptos a la tecnofobia, sin embargo, parecen estar cambiando. En la película de 2021 Los Mitchell contra las máquinas, que describe una sublevación de robots causada por una IA, ésta no era intrínsecamente maliciosa, sino que se amargó después de que su creador la descartara por un dispositivo más nuevo; aun así, la película ha sido ridiculizada como el epítome del ludismo.

## Uso de tecnologías modernas entre los anabaptistas del Antiguo Orden
Grupos que algunas personas consideran tecnofóbicos son los Amish y otros anabaptistas del Antiguo Orden (Old Order Anabaptists) de EE. UU. Los Amish siguen un conjunto de códigos morales descritos en la Ordnung (Ordnung es la palabra alemana para orden, disciplina, regla, arreglo, organización o sistema, que rechaza el uso de ciertas formas de tecnología para uso personal). Donald B. Kraybill, Karen M. Johnson-Weiner y Steven M. Nolt afirman en su libro The Amish:

Más significativamente, los Amish modifican y adaptan la tecnología de manera creativa para adaptarla a sus valores culturales y objetivos sociales. Las tecnologías amish son diversas, complicadas y en constante cambio.

Lo que hacen los Amish es un uso selectivo de las tecnologías modernas para mantener sus creencias y su cultura.